# Charnay-lès-Mâcon
Charnay-lès-Mâcon és un municipi francès, situat al departament de Saona i Loira i a la regió de Borgonya - Franc Comtat. L'any 2007 tenia 6.831 habitants.

## Demografia

### Població
El 2007 la població de fet de Charnay-lès-Mâcon era de 6.831 persones. Hi havia 3.081 famílies, de les quals 1.139 eren unipersonals (401 homes vivint sols i 738 dones vivint soles), 1.043 parelles sense fills, 696 parelles amb fills i 203 famílies monoparentals amb fills.
La població ha evolucionat segons el següent gràfic:
Habitants censats

### Habitatges
El 2007 hi havia 3.408 habitatges, 3.138 eren l'habitatge principal de la família, 90 eren segones residències i 180 estaven desocupats. 1.825 eren cases i 1.531 eren apartaments. Dels 3.138 habitatges principals, 1.870 estaven ocupats pels seus propietaris, 1.021 estaven llogats i ocupats pels llogaters i 247 estaven cedits a títol gratuït; 95 tenien una cambra, 266 en tenien dues, 580 en tenien tres, 958 en tenien quatre i 1.239 en tenien cinc o més. 2.353 habitatges disposaven pel capbaix d'una plaça de pàrquing. A 1.604 habitatges hi havia un automòbil i a 1.216 n'hi havia dos o més.

### Piràmide de població
La piràmide de població per edats i sexe el 2009 era:
| Homes | Edats   | Dones |
| ----- | ------- | ----- |
| 2     | 95 o +  | 10    |
| 25    | 90 a 94 | 51    |
| 54    | 85 a 89 | 106   |
| 38    | 80 a 84 | 79    |
| 130   | 75 a 79 | 174   |
| 135   | 70 a 74 | 192   |
| 180   | 65 a 69 | 218   |
| 129   | 60 a 64 | 190   |
| 143   | 55 a 59 | 179   |
| 230   | 50 a 54 | 248   |
| 297   | 45 a 49 | 244   |
| 255   | 40 a 44 | 278   |
| 246   | 35 a 39 | 242   |
| 238   | 30 a 34 | 249   |
| 253   | 25 a 29 | 206   |
| 137   | 20 a 24 | 118   |
| 207   | 15 a 19 | 230   |
| 239   | 10 a 14 | 265   |
| 165   | 5 a 9   | 178   |
| 150   | 0 a 4   | 136   |

## Economia
El 2007 la població en edat de treballar era de 4.346 persones, 3.165 eren actives i 1.181 eren inactives. De les 3.165 persones actives 2.951 estaven ocupades (1.549 homes i 1.402 dones) i 214 estaven aturades (79 homes i 135 dones). De les 1.181 persones inactives 368 estaven jubilades, 348 estaven estudiant i 465 estaven classificades com a «altres inactius».

### Ingressos
El 2009 a Charnay-lès-Mâcon hi havia 3.087 unitats fiscals que integraven 6.628,5 persones, la mediana anual d'ingressos fiscals per persona era de 21.506 €.

### Activitats econòmiques
Dels 402 establiments que hi havia el 2007, 3 eren d'empreses extractives, 7 d'empreses alimentàries, 3 d'empreses de fabricació de material elèctric, 1 d'una empresa de fabricació d'elements pel transport, 21 d'empreses de fabricació d'altres productes industrials, 48 d'empreses de construcció, 80 d'empreses de comerç i reparació d'automòbils, 12 d'empreses de transport, 13 d'empreses d'hostatgeria i restauració, 10 d'empreses d'informació i comunicació, 27 d'empreses financeres, 26 d'empreses immobiliàries, 59 d'empreses de serveis, 70 d'entitats de l'administració pública i 22 d'empreses classificades com a «altres activitats de serveis».
Dels 85 establiments de servei als particulars que hi havia el 2009, 1 era una oficina de correu, 6 oficines bancàries, 6 tallers de reparació d'automòbils i de material agrícola, 1 taller d'inspecció tècnica de vehicles, 1 establiment de lloguer de cotxes, 2 autoescoles, 6 paletes, 4 guixaires pintors, 11 fusteries, 10 lampisteries, 6 electricistes, 2 empreses de construcció, 8 perruqueries, 5 veterinaris, 2 agències de treball temporal, 5 restaurants, 6 agències immobiliàries, 2 tintoreries i 1 saló de bellesa.
Dels 15 establiments comercials que hi havia el 2009, 1 era un hipermercat, 1 un supermercat, 2 fleques, 1 una fleca, 2 llibreries, 1 una llibreria, 2 botigues d'equipament de la llar, 1 una botiga d'electrodomèstics, 2 botigues de material esportiu, 1 una botiga de material de revestiment de parets i terra i 1 una joieria.
L'any 2000 a Charnay-lès-Mâcon hi havia 21 explotacions agrícoles que ocupaven un total de 429 hectàrees.

## Equipaments sanitaris i escolars
Els 2 equipaments sanitaris que hi havia el 2009 eren farmàcies.
El 2009 hi havia 2 escoles maternals i 2 escoles elementals.

## Poblacions més properes
El següent diagrama mostra les poblacions més properes.